# Lijst van diersoorten in ZOO Antwerpen
Dit is een overzicht van de dierencollectie van ZOO Antwerpen in België. Deze lijst is gebaseerd op de informatieborden en persberichten van de dierentuin zelf en informatie uit de studbooks van de desbetreffende dieren. Deze lijst is incorrect door het grote aantal dieren waarvan niet zeker is of deze uit de collectie zijn of gewoon niet langer voor de schermen.

## Zoogdieren

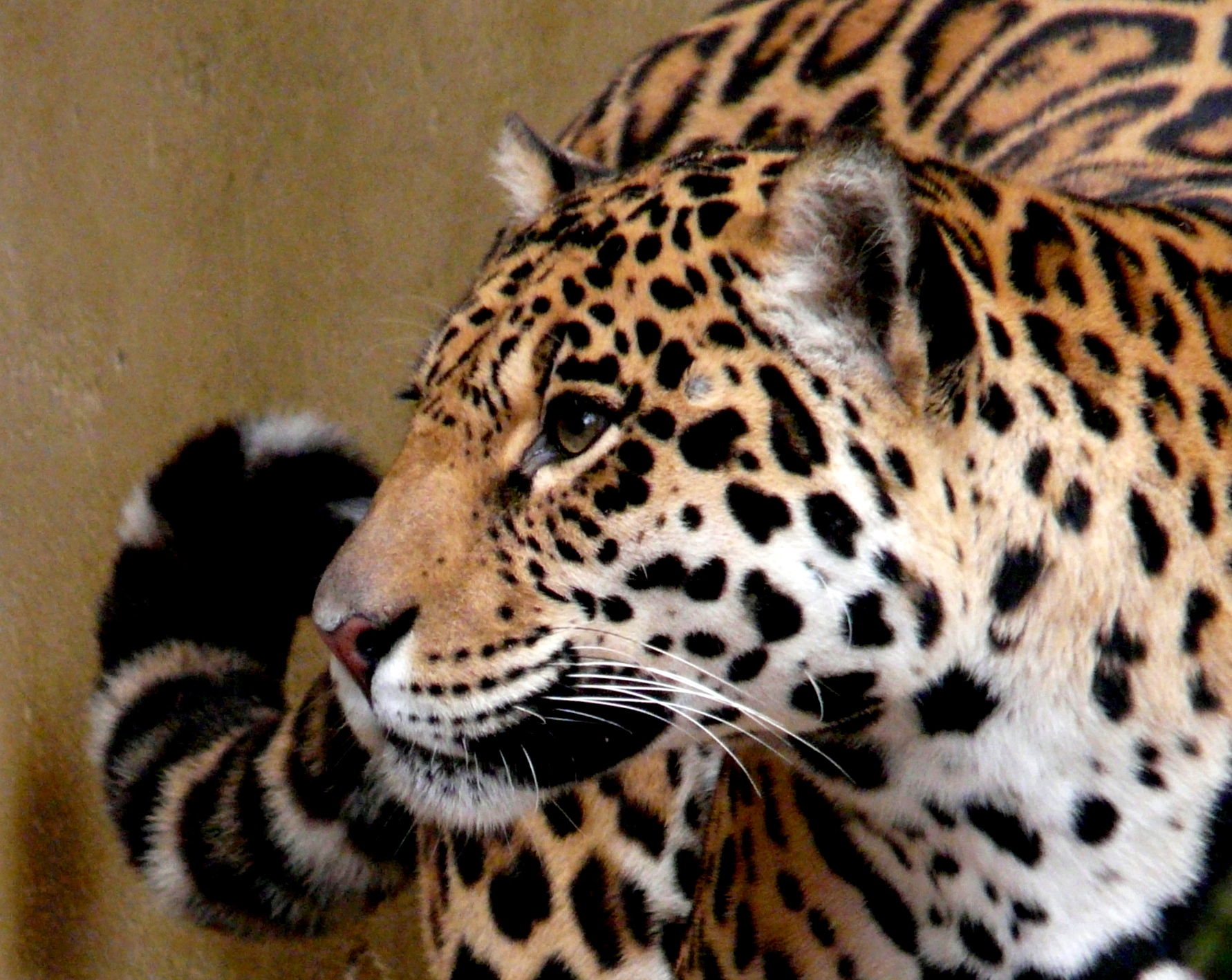
Jaguar (Panthera onca)
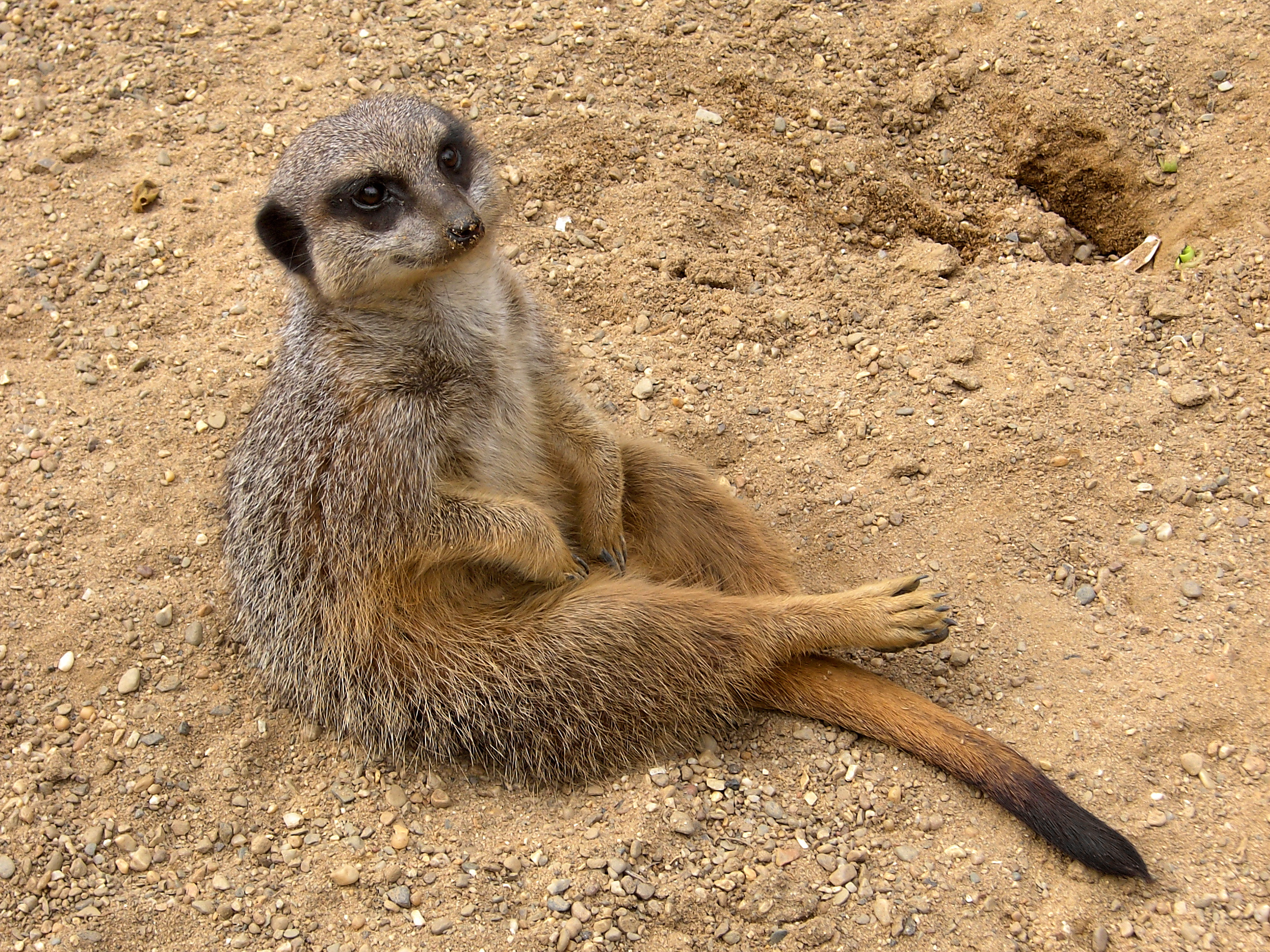
Stokstaartje (Suricata suricatta)
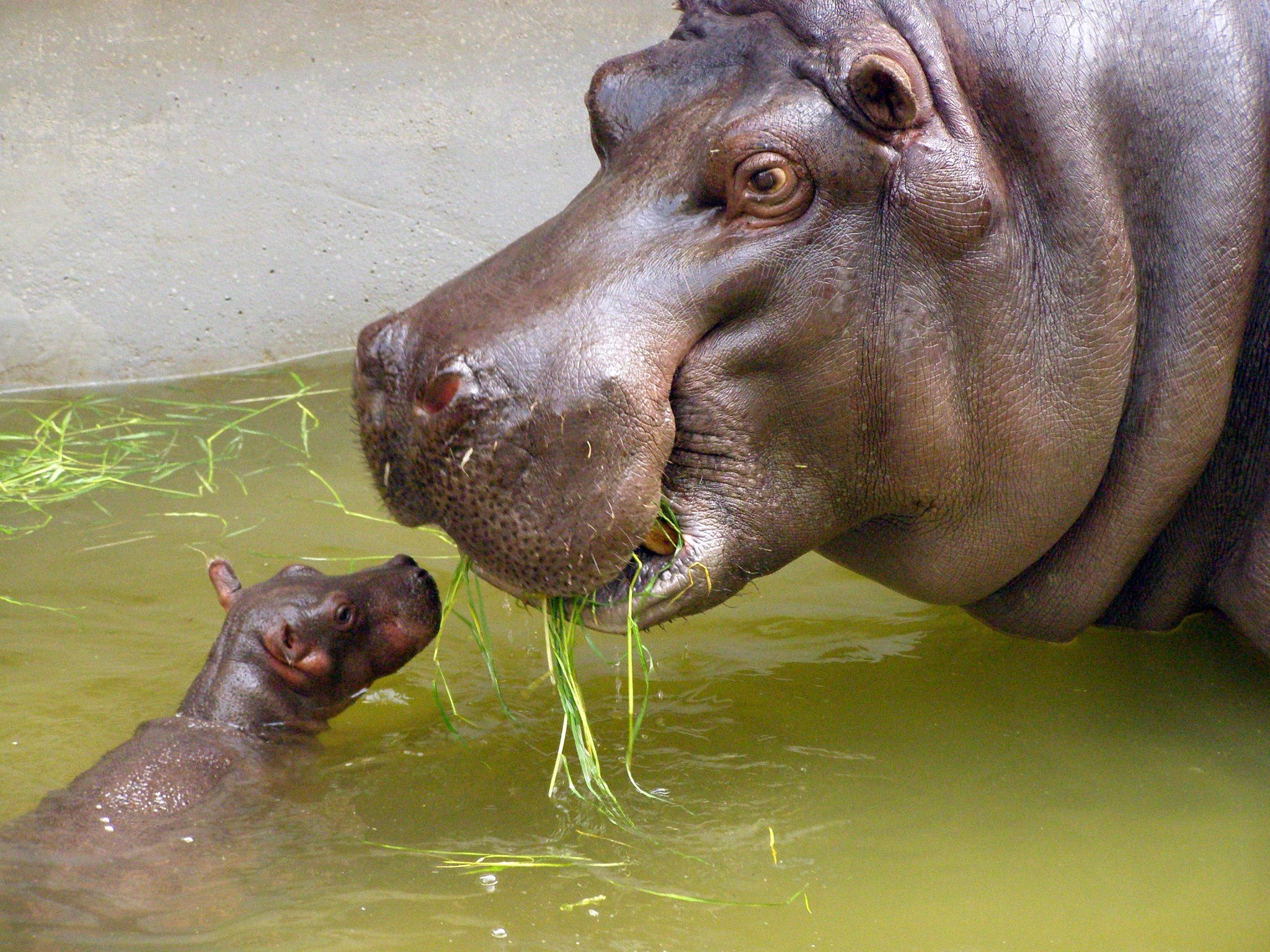
Nijlpaard (Hippopotamus amphibius) met jong
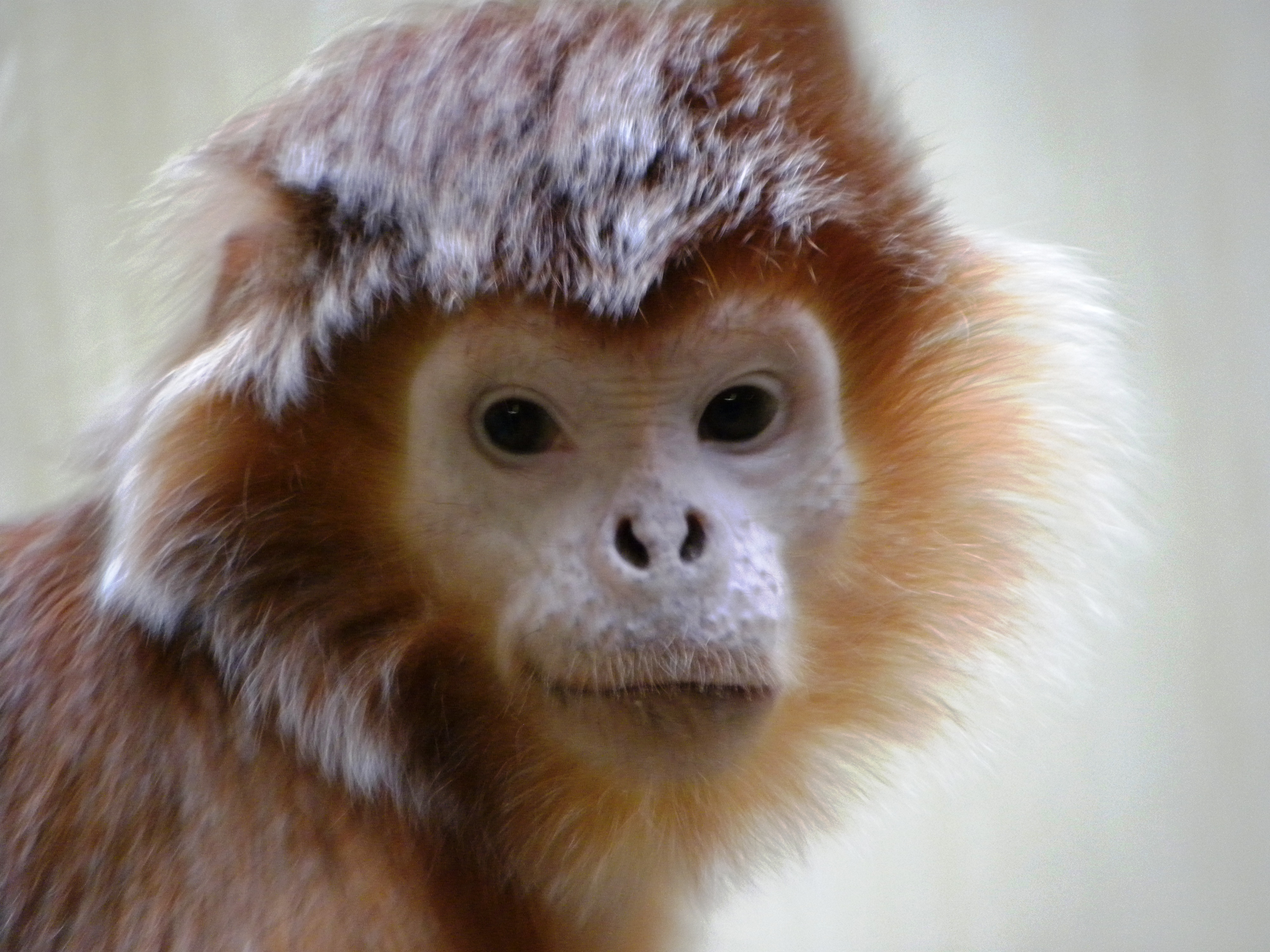
Javaanse langoer (Trachypithecus auratus)

### Roofdieren
- Leeuw (Panthera leo)
- Stokstaartje (Suricata suricatta)

- Vosmangoest (Cynictis penicillata)

### Evenhoevigen
- Alpaca (Vicugna pacos)
- Bergbongo (Tragelaphus eurycerus isaaci)
- Chinese muntjak (Muntiacus reevesi)
- Dwergnijlpaard (Choeropsis liberiensis)
- Giraf (Giraffa camelopardalis)
- Hertenzwijn (Babyrousa celebensis)

- Kaapse buffel (Syncerus caffer caffer)
- Kirks dikdik (Madoqua kirkii)
- Knobbelzwijn (Phacochoerus africanus)
- Okapi (Okapia johnstoni)
- Rode duiker (Cephalophus natalensis)
- Schroefhoorngeit (Capra falconeri)

### Knaagdieren
- Beverrat (Myocastor coypus)
- Canadees boomstekelvarken (Erethizon dorsatum)
- Mara (Dolichotis patagonum)

- Naakte molrat (Heterocephalus glaber)
- Zebragrasmuis (Lemniscomys barbarus)
- Zuid-Afrikaans stekelvarken (Hystrix africaeaustralis)

### Primaten
- Bruinkopslingeraap (Ateles fusciceps rufiventris)
- Chimpansee (Pan troglodytes)
- Dwergzijdeaapje (Callithrix pygmaea)
- Goudkopleeuwaapje (Leontopithecus chrysomelas)
- Keizertamarin (Saguinus imperator)
- Mandril (Mandrillus sphinx)

- Oostelijke laaglandgorilla (Gorilla beringei graueri)
- Springtamarin (Callimico goeldii)
- Uilenkopmeerkat (Cercopithecus hamlyni)
- Westelijke laaglandgorilla (Gorilla gorilla gorilla)
- Witgezichtpenseelaapje (Callithrix geoffroyi)

### Onevenhoevigen
- Maleise tapir (Tapirus indicus)
- Grantzebra (Equus quagga boehmi)

- Witte neushoorn (Ceratotherium simum simum)

### Buideldieren
- Goodfellowboomkangoeroe (Dendrolagus goodfellowi buergersi)

- Queenslandkoala (Phascolarctos cinereus adustus)

### Overige zoogdieren
- Aziatische olifant (Elephas maximus)
- Palmvleerhond (Eidolon helvum)

- Slurfspitsmuis (Macroscelides proboscideus)
- Steppeslurfhondje (Rhynchocyon petersi)

## Vogels

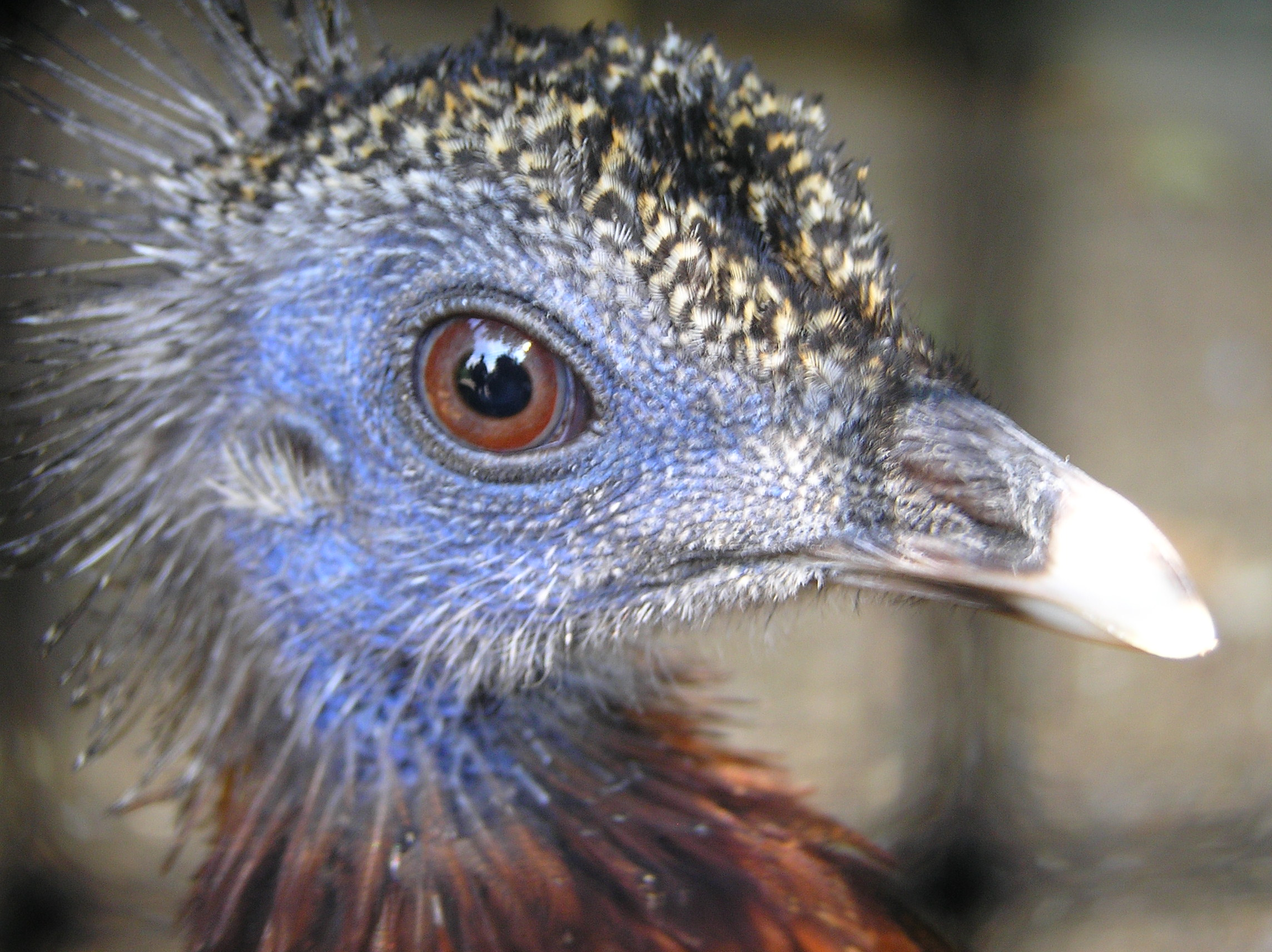
Argusfazant (Argusianus argus)
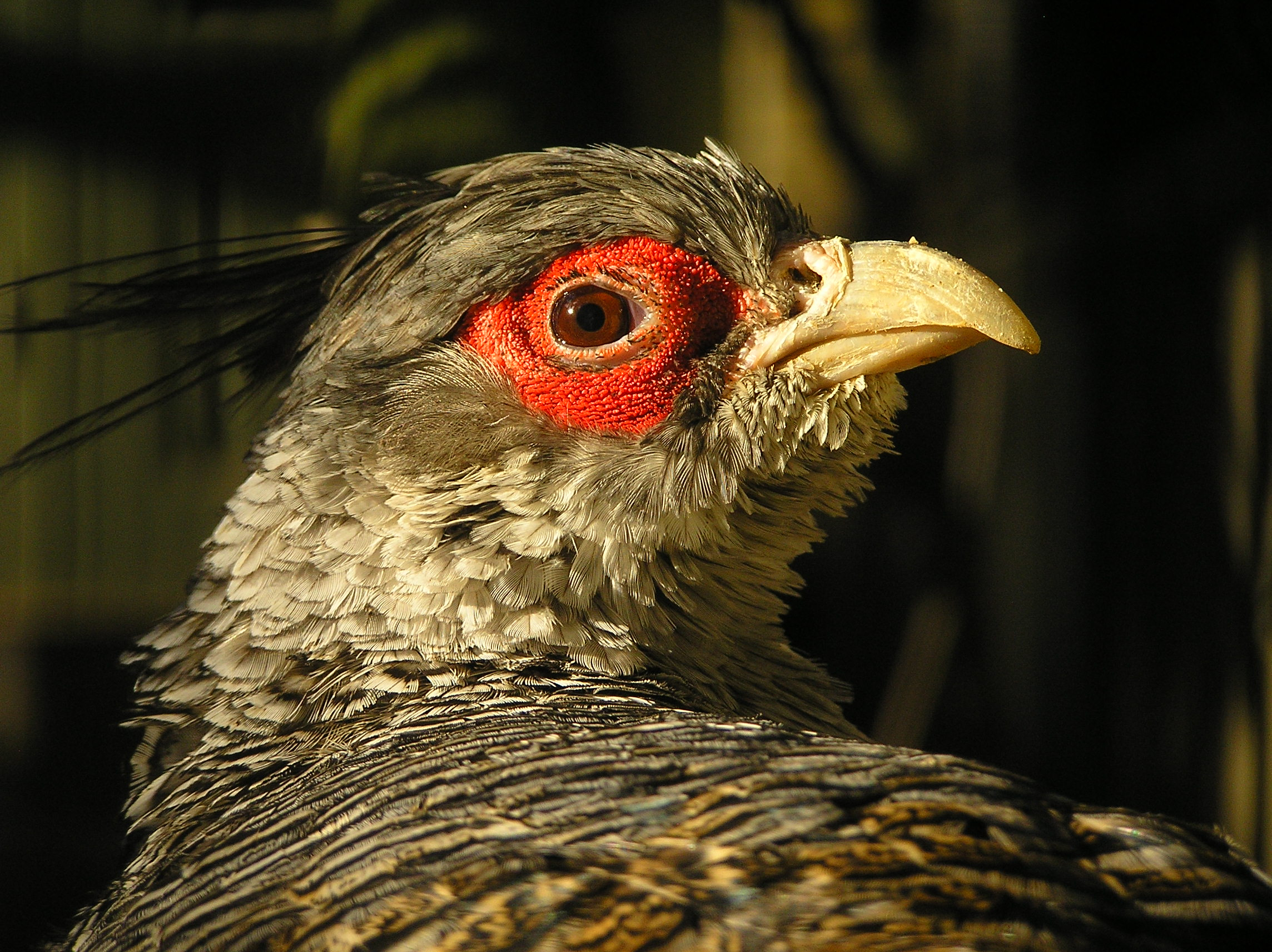
Wallichfazant (Catreus wallichi)
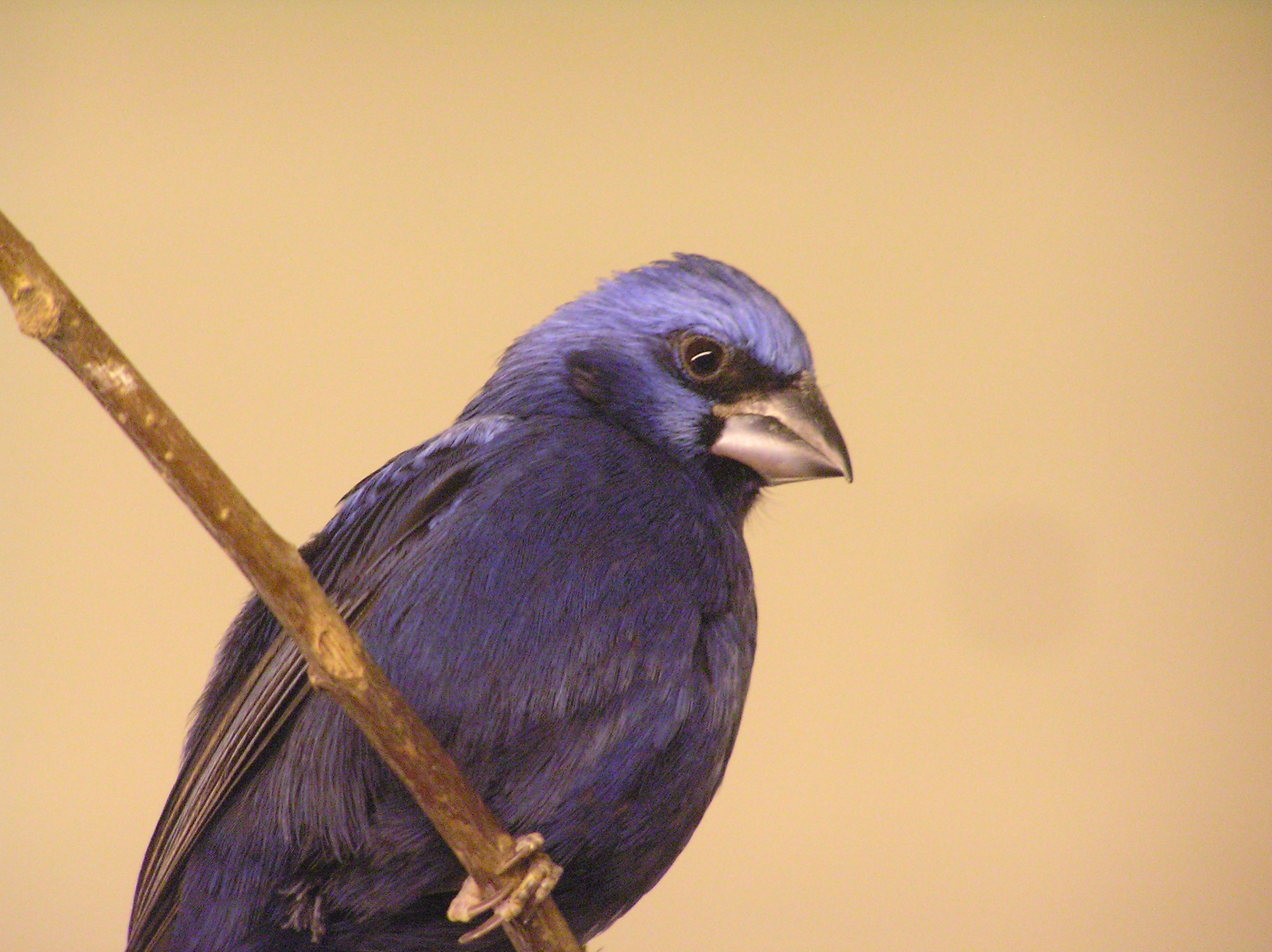
Ultramarijnbisschop (Cyanocompsa brissonii)
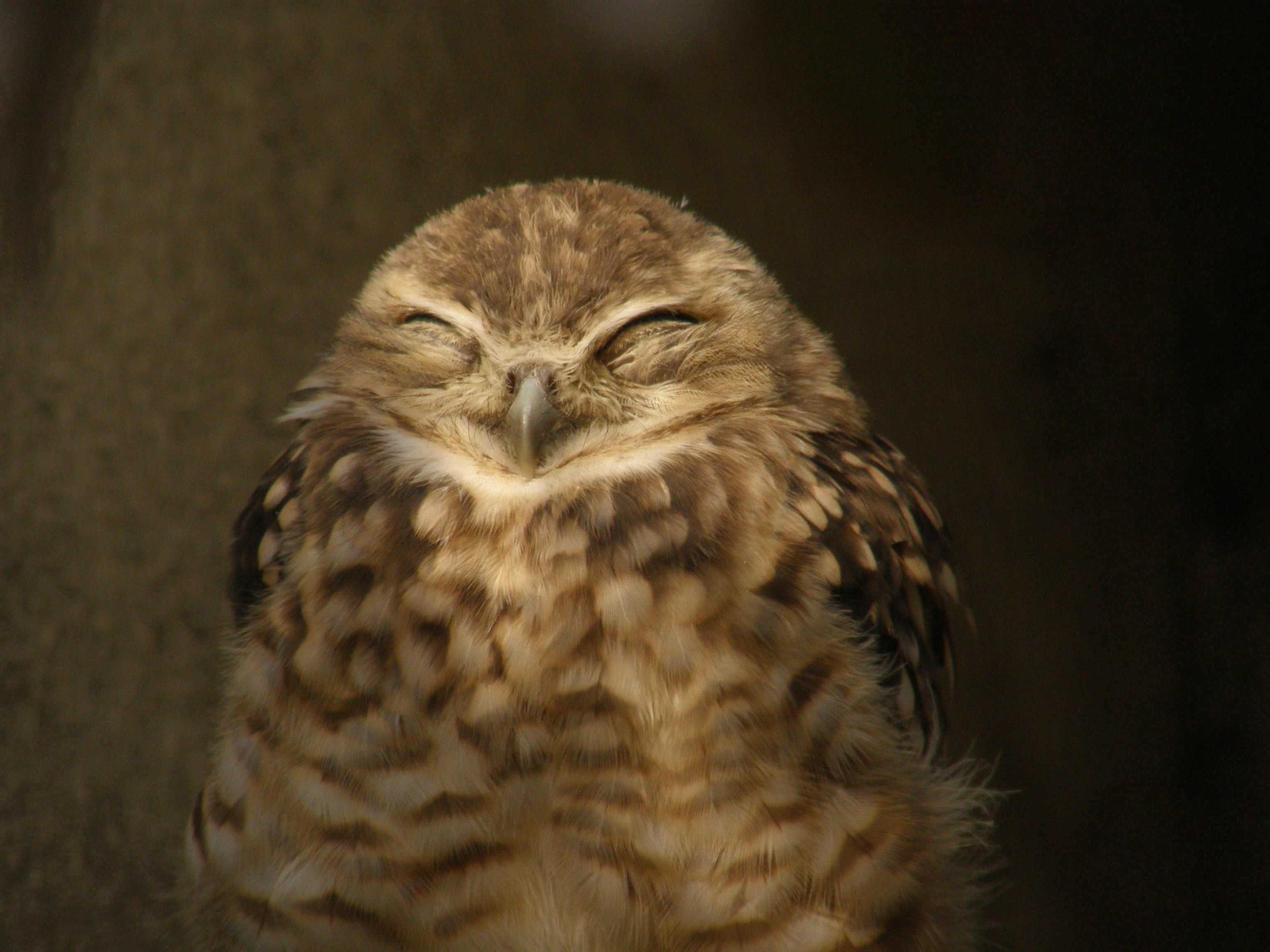
Konijnuil (Athene cunicularia)

### Hoendervogels
- Chinese dwergkwartel (Coturnix chinensis)
- Congopauw (Afropavo congensis)
- Edwards' fazant (Lophura edwardsi)
- Geelkeelfrankolijn (Pternistis leucoscepus)
- Gierparelhoen (Acryllium vulturinum)
- Kroonparelhoen (Guttera pucherani)

- Maleise vuurrugfazant (	Lophura erythrophthalma)
- Palawanpauwfazant (Polyplectron emphanum)
- Roodsnavelhokko (Crax blumenbachii)
- Rickets bospatrijs (Arborophila gingica)
- Roelroel (Rollulus rouloul)

### Zangvogels
- Amethystglansspreeuw (Cinnyricinclus leucogaster)
- Balispreeuw (Leucopsar rothschildi)
- Bandvink (Amadina fasciata)
- Bichenowastrild (Poephila bichenovii)
- Binsenastrild (Neochmia ruficauda)
- Blauwe pitpit (Dacnis cayana)
- Blauwwanghoningeter (Entomyzon cyanotis)
- Bruinruggoudmus (Passer luteus)
- Ceresamadine (Neochmia modesta)
- Doornastrild (Neochmia temporalis)
- Driekleurige glansspreeuw (Lamprotornis superbus)
- Geschilderde astrild (Emblema pictum)
- Gordelamadine (Poephila cincta)
- Gouldamadine (Chloebia gouldiae)
- Groene oropendola (Psarocolius viridis)
- Grote textorwever (Ploceus cucullatus)
- Halsbandcotinga (Cotinga cayana)
- Japanse nachtegaal (Leiothrix lutea)
- Koningsglansspreeuw (Lamprotornis regius)
- Maskeramadine (Poephila personata)
- Ménégaux' lijstergaai (Garrulax courtoisi)

- Mozambiquesijs (Serinus mozambicus)
- Muskaatvink (Lonchura punctulata)
- Napoleonwever (Euplectes afer)
- Omeitimalia (Liocichla omeiensis)
- Pagodespreeuw (Sturnia pagodarum)
- Rode kardinaal (Cardinalis cardinalis)
- Rode tangare (Ramphocelus bresilius)
- Roodoorbuulbuul (Pycnonotus jocosus)
- Roodvoorhoofdkanarie (Serinus pusillus)
- Roze spreeuw (Pastor roseus)
- Shamalijster (Copsychus malabaricus)
- Soembawalijster (Geokichla dohertyi)
- Tijgervink (Amandava amandava)
- Turkooistangare (Tangara mexicana)
- Ultramarijnbisschop (Cyanocompsa brissonii)
- Wielewaal (Oriolus oriolus)
- Witkopbuffelwever (Dinemellia dinemelli)
- Witkruinlawaaimaker (Cossypha niveicapilla)
- Zebravink (Taeniopygia guttata)
- Zwaluwtangare (Tersina viridis)
- Zwart-witte lijstergaai (Garrulax bicolor)

### Duiven
- Bartletts dolksteekduif (Gallicolumba criniger)
- Blauwe grondduif (Claravis pretiosa)
- Diamantduif (Geopelia cuneata)
- Goudborstgrondduif (Gallicolumba rufigula)
- Guineaduif (Columba guinea)

- Palmtortel (Streptopelia senegalensis)
- Socorroduif (Zenaida graysoni)
- Struikbronsvleugelduif (Phaps elegans)
- Wongaduif (Leucosarcia melanoleuca)
- Zomertortel (Streptopelia turtur)

### Roofvogels en uilen
- Briluil (Pulsatrix perspicillata)
- Kapgier (Necrosyrtes monachus)

- Rüppells gier (Gyps rueppellii)

### Papegaaiachtigen
- Ecuadoramazone (Amazona autumnalis lilacina)
- Grijsborstparkiet (Pyrrhura griseipectus)
- Hyacinthara (Anodorhynchus hyacinthinus)
- Mexicaanse soldatenara (Ara militaris mexicana)

- Viooltjeslori (Psitteuteles goldiei)
- Zonparkiet (Aratinga solstitialis)
- Zwaluwpapegaai (Lathamus discolor)

### Toerako's
- Violetschildtoerako (Musophaga violacea)

- Witkuiftoerako (Tauraco leucolophus)

### Roeipotigen
- Afrikaanse lepelaar (Platalea alba)
- Hadada-ibis (Bostrychia hagedash)
- Hamerkop (Scopus umbretta)
- Heilige ibis (Threskiornis aethiopicus)

- Kaapse ibis (Geronticus calvus)
- Kroeskoppelikaan (Pelecanus crispus)
- Madagaskarralreiger (Ardeola idae)

### Steltlopers
- Europese griel (Burhinus oedicnemus)
- Kemphaan (Calidris pugnax)
- Kluut (Recurvirostra avosetta)

- Smidsplevier (Vanellus armatus)
- Tureluur (Tringa totanus)
- Zwartkeelvechtkwartel (Turnix suscitator)

### Pinguïns
- Ezelspinguïn (Pygoscelis papua papua)
- Koningspinguïn (Aptenodytes patagonicus)

- Macaronipinguïn (Eudyptes chrysolophus)
- Zwartvoetpinguïn (Spheniscus demersus)

### Eendvogels
- Chinese zaagbek (Mergus squamatus)
- Eidereend (Somateria mollissima)
- Knobbeleend (Sarkidiornis melanotos)

- Rosse fluiteend (Dendrocygna bicolor)
- Witwangboomeend (Dendrocygna viduata)

### Neushoornvogels
- Noordelijke hoornraaf (Bucorvus abyssinicus)
- Blauwkeelneushoornvogel (Ceratogymna atrata)

- Von der Deckens tok (Tockus deckeni)

### Scharrelaars
- Europese bijeneter (Merops apiaster)
- Europese scharrelaar (Coracias garrulus)

- Vorkstaartscharrelaar (Coracias caudatus)

### Ooievaars
- Abdimooievaar (Ciconia abdimii)
- Afrikaanse nimmerzat (Mycteria ibis)

- Maraboe (Leptoptilos crumenifer)
- Witte ooievaar (Ciconia ciconia)

### Kraanvogelachtigen
- Trompetvogel (Psophia crepitans)
- Zonneral (Eurypyga helias)

- Zwarte kroonkraanvogel (Balearica pavonina)
- Zwarte ral (Amaurornis flavirostra)

### Andere vogels
- Blauwnekmuisvogel (Urocolius macrourus)
- Cubaanse flamingo (Phoenicopterus ruber)

- Hop (Upupa epops)
- Struisvogel (Struthio camelus)
- Zwartbuikzandhoen (Pterocles orientalis)

## Vissen

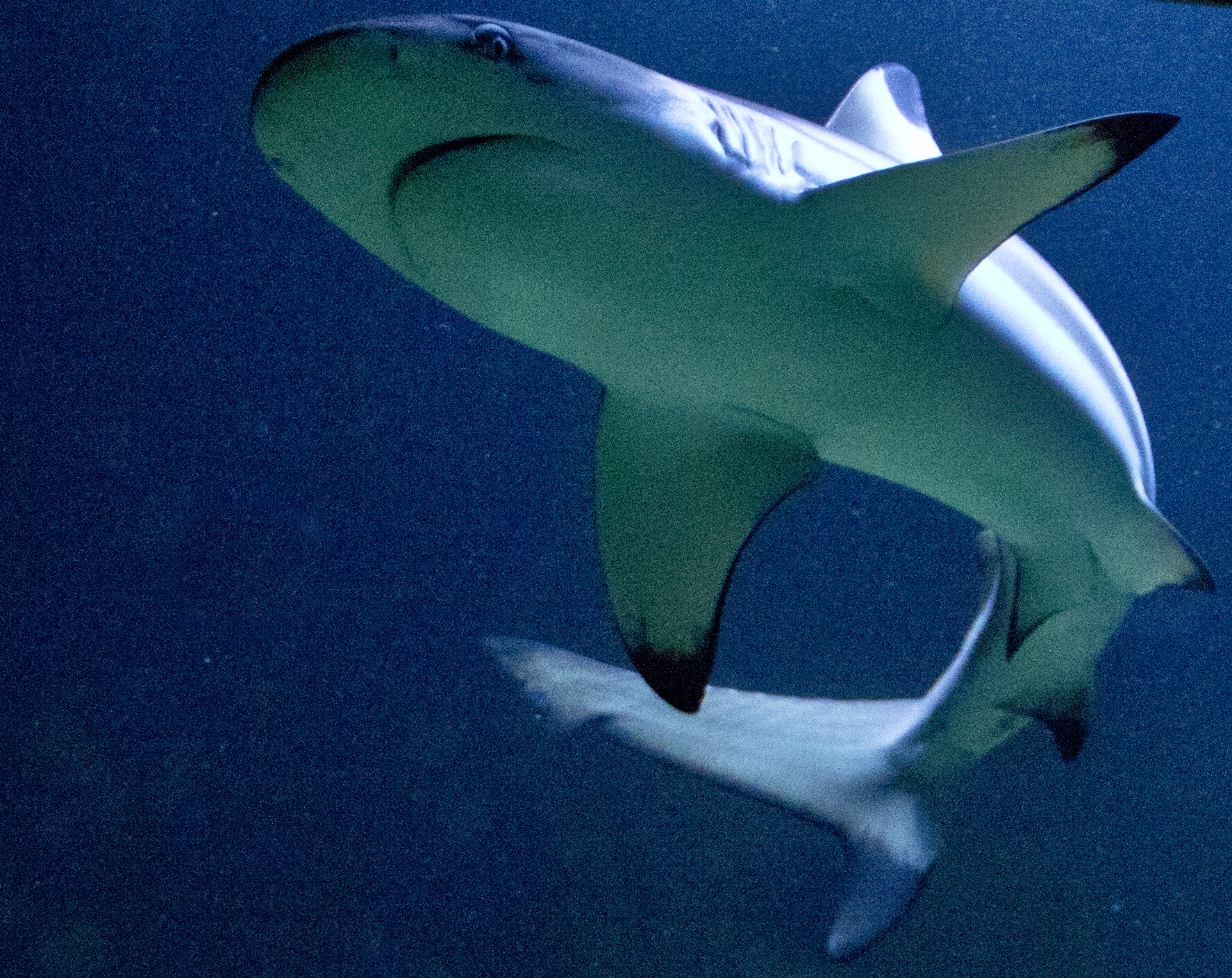
Haai

### Steuren
- Diamantsteur (Acipenser gueldenstaedtii)
- Europese huso (Huso huso)

- Siberische steur (Acipenser baerii)
- Sterlet (Acipenser ruthenus)

### Cichliden
- (Cyrtocara moorii)
- Azuurblauwe malawicichlide (Sciaenochromis fryeri)
- Bultkopcichlide (Steatocranus casuarius)
- Geelstaartcichlide (Pseudotropheus acei)
- Goudzoomcichlide (Aequidens rivulatus)
- Heckels cichlide (Acarichthys heckelii )
- Kadango cichlide (Copadichromis borleyi)
- Malawi-mescichlide (Dimidiochromis compressiceps)
- Malawi-zebracichlide (Maylandia zebra)
- Nicaraguacichlide (Hypsophrys nicaraguensis)
- Oogvlekcichlide (Heros efasciatus)

- Oranje cichlide (Etroplus maculatus)
- Pantano cichlide (Cichlasoma pearsei)
- Parelcichlide (Herichthys carpintis)
- Pauwoogcichlide (Astronotus ocellatus)
- Quetzalcichlide (Vieja synspila)
- Regenboogcichlide (Archocentrus m.)
- Salvins cichlide (Cichlasoma salvini)
- Smaragdgroene cichlide (Amphilophus r.)
- Tamasopo-cichlide (Herichthys tamasopoensis)
- Vuurrugcichlide (Haplochromis sp. Flameback)
- Zebracichlide (Archocentrus nigrofasciatus)

### Haaien
- Bruinbandbamboehaai (Chiloscyllium p.)
- Gevlekte tapijthaai (Orectolobus maculatus)
- Koraalkathaai (Atelomycterus marmoratus)
- Kathaai (Scyliorhinus stellaris)

- Hondshaai (Scyliorhinus canicula)
- Oogvlekhaai (Hemiscyllium ocellatum)
- Zwartpuntrifhaai (Carcharhinus melanopterus)
- Kleine zusterhaai (Pseudoginglymostoma brevicaudatum)

### Meervallen
- Brichards meerval (Synodontis brichardi)
- Clown-baardmeerval (Synodontis decora)
- Gevlekte baardmeerval (Synodontis notata)
- Luipaard-schildermeerval (G. gibbiceps)
- Malawi-baardmeerval (Synodontis njassae)
- Naaldmeerval (Farlowella acus)
- Panda-pantsermeerval (Corydoras panda)
- Roodstaartmeerval (Phractocephalus hemioliopterus)

- Rugzwemmende meerval (Synodontis nigriventris)
- Siervinbaardmeerval (Synodontis euptera)
- Spatelmeerval (Sorubim lima)
- Stekelige schildmeerval (Hypostomus plecostomus)
- Tijgerspatelbekmeerval (Ps. tigrinum)
- Vlagmeerval (Dianema urostriatum)
- Zwarte pantsermeerval (Oxydoras niger)

### Doktersvissen
- Acanthurus dussumieri
- Acanthurus mata
- Acanthurus pyroferus
- Acanthurus triostegus
- Acanthurus xanthopterus
- Ctenochaetus strigosus
- Gele zeilvindoktersvis (Zebrasoma flavescens)

- Paracanthurus hepatus
- Acanthurus sohal
- Witborstdoktersvis (Acanthurus leucosternon)
- Zebrasoma desjardinii
- Zebrasoma veliferum
- Zebrasoma xanthurum

### Keizersvissen
- Argi-dwergkeizervis (Centropyge argi)
- Blauwgele dwergkeizersvis
- Eibl's dwergkeizervis (Centropyge eibli)
- Geelmaskerkeizersvis (Pomacanthus xanthometopon)
- Keizersvis (Pomacanthus imperator)

- Lamarcks lierstaartkeizersvis (G. lamarcki)
- Pauwoogkeizersvis (Pygoplites diacanthus)
- Rode dwergkeizersvis (Centropyge loricula)
- Zebra lierstaartkeizersvis (Genicanthus melanospilos)

### Andere vissen
- Afrikaanse maanzalm (Bathyaethiops breuseghemi)
- Andaman juffer (Pomacentrus alleni)
- Zilveren arowana (Osteoglossum bicirrhosum)
- Blankvoorn (Rutilus rutilus)
- Blauwe mbuna (Labeotropheus fuelleborni)
- Blauwgespikkelde pijlstaartrog (Taeniura lymma)
- Blauwgroen juffertje (Chromis viridis)
- Blei (Blicca bjoerkna)
- Brasem (Abramis brama)
- Bruine egelvis (Diodon holacanthus)
- Diana's lipvis (Bodianus diana)
- Dorada (Brycon moorei)
- Endler guppy (Poecilia wingei)
- Fossorochromis rostratus
- Gebochelde kogelvis (Tetraodon palembangensis)
- Geelstaartkongozalm (Hemigrammopetersius caudalis)
- Gele koraalvlinder (Chaetodon semilarvatus)
- Gele pincetvis (Forcipiger flavissimus)
- Gestreepte rotsspringer (Salarias fasciatus)
- Gevlekte lipvis (Labrus bergylta)
- Gevlekte tilapia (Tilapia mariae)
- Gewone poetsvis (Labroides dimidiatus)
- Gewone vleermuisvis (Platax orbicularis)
- Goudbrasem (Sparus aurata)
- Gouden makreel (Gnathanodon speciosus)
- Goudvis („Carassius auratus auratus”)
- Goudstaartjuffertje (Chrysiptera parasema)
- Goudvlek konijnvis (Siganus guttatus)
- Grasgroene lipvis (Halichoeres chloropterus)
- Grijze pijlstaartrog (Dasyatis kuhli)
- Halsbandanemoonvis (Amphiprion perideraion )
- Juweelkardinaalbaars (Pterapogon kauderni)
- Kabeljauw (Gadus morhua)
- Karper (Cyprinus carpio)
- Kegelvlek koraalvlinder (Chaetodon falcula)
- Chaetodon kleinii (Chaetodon kleinii)
- Koi (Cyprinus carpio haematopterus)
- Koningsgramma (Gramma loreto)
- Koraalduivel (Pterois volitans)
- Lusosso (Distichodus lusosso)
- Müllers pincetvis (Chelmon muelleri)
- Maskerwimpelvis (Zaniclus cornutus)
- Maylandia hajomaylandi (Maylandia hajomaylandi)
- Mbu kogelvis (Tetraodon mbu)
- Murene (Gymnothorax sp.)
- Neon-vlaggenbaars (Pseudanthias pleurotaenia)

- Ogengrondel (Amblygobius phalaena)
- Oogvlekkoraalvlinder (Chaetodon auriga)
- Oranje dwergbaars (Pseudochromis aldabraensis)
- Pauwoogstekelrog (Potamotrygon motoro)
- Pincetvis (Chelmon rostratus)
- Pladijs (Pleuronectes platessa)
- Prachtkonijnvis (Siganus magnificus)
- Prinses van Burundi (Neolamprologus brichardi)
- Pseudotropheus ater (Pseudotropheus ater)
- Regenbooggrondel (Stiphodon ornatus)
- Reuzengoerami (Osphronemus goramy)
- Reuzenkogelvis (Arothron stellatus)
- Rietvoorn (Scardinius erythrophthalmus)
- Rifwachter (Calloplesiops altivelis)
- Riviergrondel (Gobio gobio)
- Rode acara (Hemichromis bimaculatus)
- Rode koraalklimmer (Paracirrhites arcatus)
- Rode tilapia (Oreochromis mossambicus)
- Rode vlagbaars (Pseudanthias squamipinnis)
- Roodbuikpiranha (Pygocentrus nattereri)
- Rubber pleco (Parancistrus aurantiacus)
- Saffierblauw juffertje (Chrysiptera cyanea)
- Spitssnuitkoraalklimmer (Oxycirrhites typus)
- Stekelanemoonvis (Premnas biaculeatus)
- Stekelrog (Raja clavata)
- Stermurene (Echidna nebulosa)
- Tukunare pauwoogbaars (Cichla monoculus)
- Vlamings eenhoornvis (Naso vlamingii)
- Vossenkopvis (Siganus vulpinus)
- Vuurstaartlabeo (Epalzeorhynchos bicolor)
- Wespvis (Neovespicula depressifrons)
- Witgestreepte aalgrondel (Pholidichthys l.)
- Zadelvlekanemoonvis (Amphiprion polymnus)
- Zanzibar koraalvlinder (Chaetodon zanzibarensis)
- Zebratilapia (Tilapia buttikoferi)
- Zeegrasvijlvis (Acreichthys tomentosus)
- Zeelt (Tinca tinca)
- Zesstreepdwerglipvis (Pseudocheilinus hexataenia)
- Zilverbladvis (Monodactylus argenteus)
- Zonnebaars (Lepomis gibbosus)
- Zwarte anemoonvis (Amphiprion clarckii)
- Zwarte driebandanemoonvis (Amphiprion percula)
- Zwarte pacu (Colossoma macropomum)

## Amfibieën

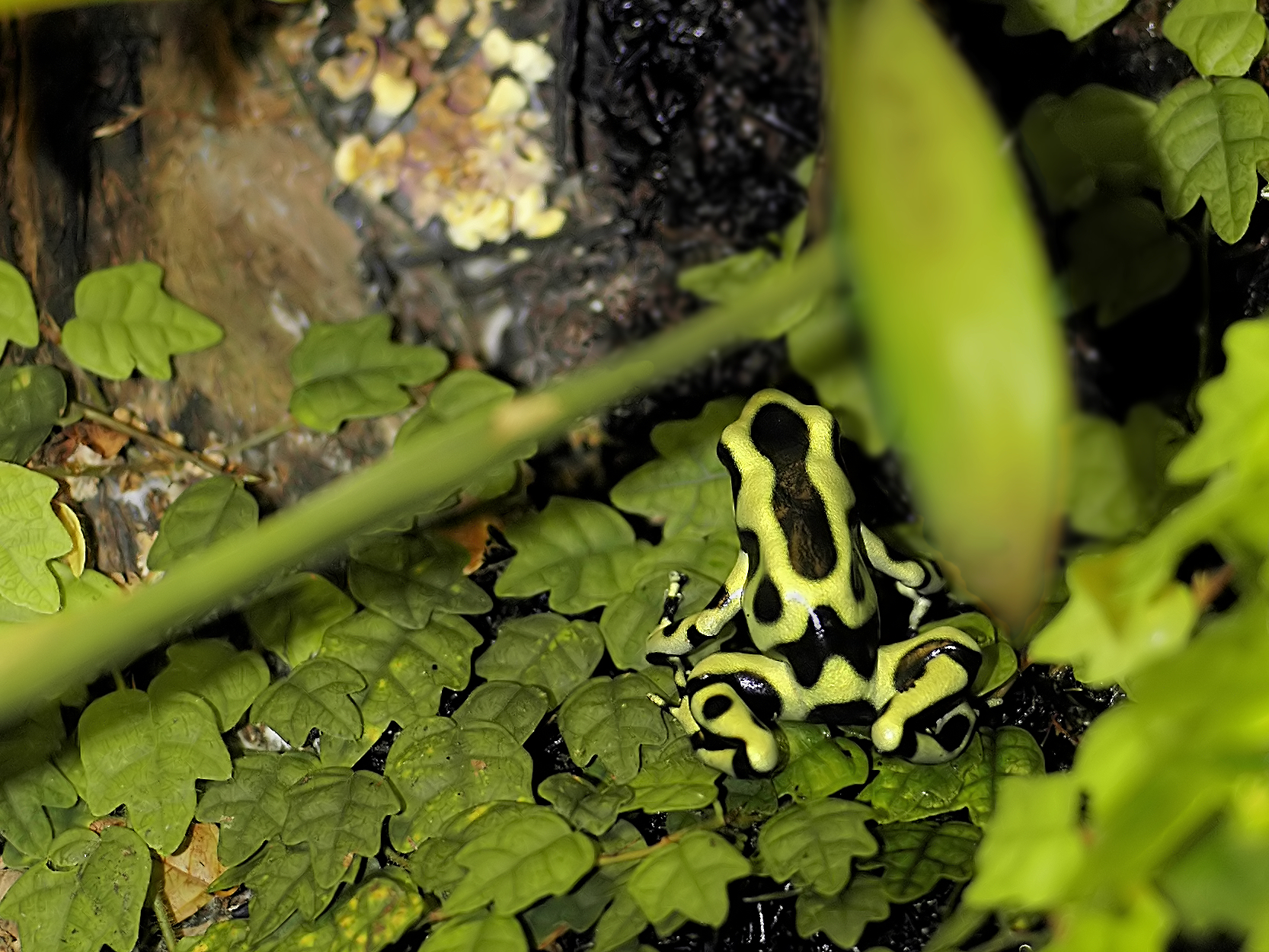
Gouden pijlgifkikker (Dendrobates auratus)

### Kikkers en padden
- Amazonegifkikker (Ranitomeya ventrimaculata)
- Aziatische hoornkikker (Megophrys nasuta)
- Bijengifkikker (Dendrobates leucomelas)
- Blauwe pijlgifkikker (Dendrobates azureus)
- Driekleurige gifkikker (Epipedobates tricolor)
- Gouden gifkikker (Dendrobates auratus)
- Jeberos-gifkikker (Ranitomeya imitator)
- Klauwkikker (Xenopus laevis)

- Koreaanse vuurbuikpad (Bombina orientalis)
- Melkkikker (Trachycephalus resinifictrix)
- Reuzenpad (Rhinella marina)
- Schilderskikker (Dendrobates tinctorius)
- Variabele pijlgifkikker (Ranitomeya variabilis)
- Verschrikkelijke pijlgifkikker (Phyllobates terribilis)
- Witlipboomkikker (Litoria infrafrenata)
- Zuidelijke tomaatkikker (Dyscophus guineti)

### Salamanders
- Luristan-beeksalamander (Neurergus kaiseri)

### Wormsalamanders
- Aquatische wormsalamander (Typhlonectes natans)

## Reptielen

### Schildpadden
- Ambonese doosschildpad (Cuora amboinensis)
- Australische grootkopschildpad (Emydura australis)
- Branderhorst bijtschildpad (Elseya branderhorsti)
- Centraal-Afrikaanse klapborstschildpad (Pelusios chapini)
- Egyptische landschildpad (Testudo kleinmanni)
- Griekse landschildpad (Testudo hermanni))
- Gekielde klapborstschildpad (Pelusios carinatus)

- Klokschildpad (Testudo marginata)
- Kolenbranderschildpad (Chelonoidis carbonaria)
- Moorse landschildpad (Testudo graeca)
- Pannenkoekschildpad (Malacochersus tornieri)
- Sporenschildpad (Centrochelys sulcata)
- Stralenschildpad (Astrochelys radiata)
- Rugvlekweekschildpad (Cyclanorbis elegans)

### Slangen
- Jamaicaboa (Chilabothrus subflavus)
- Madagascar-grondboa (Acrantophis madagascariensis)
- Madagaskar-hondskopboa (Sanzinia madagascariensis)
- Gabonadder (Bitis rhinoceros)
- Monoclecobra (Naja kaouthia)

- Netpython (Malayopython reticulatus)
- Rode regenboogboa (Epicrates cenchria)
- Tapijtpython (Morelia spilota)
- Texaanse ratelslang (Crotalus atrox)
- Wipneusslang (Philodryas baroni)

### Krokodilachtigen
- Amerikaanse alligator (Alligator mississippiensis)

### Leguaanachtigen
- Baardagame (Pogona vitticeps)
- Bonte doornstaartagame (Uromastyx ornata)
- Blauwe stekelleguaan (Sceloporus serrifer)
- Chuckwalla (Sauromalus obesus)
- Cubaanse rotsleguaan (Cyclura nubila nubila)
- Groene leguaan (Iguana iguana)
- Groene wateragame (Physignathus cocincinus)
- Montagualeguaan (Ctenosaura palearis)

- Kraaghagedis (Chlamydosaurus kingii)
- Neushoornleguaan (Cyclura cornuta cornuta)
- Noord-Afrikaanse doornstaartagame (Uromastyx nigriventris)
- Reuzenpadhagedis (Phrynosoma asio)
- Guatemala-stekelleguaan (Sceloporus taeniocnemis)
- Woestijnleguaan (Dipsosaurus dorsalis)
- Webers zeilhagedis (Hydrosaurus weberi.)
- Zwarte leguaan (Ctenosaura pectinata)

### Gekkoachtigen
- Goudstofdaggekko (Phelsuma laticauda)
- Klemmers daggekko (Phelsuma klemmeri)
- Madagaskardaggekko (Phelsuma madagascariensis)
- Muurgekko (Tarentola mauritanica)

- Mertens daggekko (Phelsuma robertmertensi)
- Pauwoogdaggekko (Phelsuma quadriocellata)
- Smiths groenooggekko (Gekko smithii)
- Williams daggekko (Lygodactylus williamsi)

### Skinkachtigen
- Australische reuzenskink (Bellatorias major)
- Berberskink (Eumeces schneideri)
- Helmskink (Tribolonotus gracilis)
- Kaaimanteju (Dracaena guianensis)
- Pijnappelskink (Tiliqua rugosa)

- Soedanese schildhagedis (Gerrhosaurus major)
- Solomon-reuzenskink (Corucia zebrata)
- Zwartgestreepte schildhagedis (Gerrhosaurus nigrolineatus)
- Zoutpangordelstaarthagedis (Smaug depressus)

### Varaanachtigen
- Chinese krokodilstaarthagedis (Shinisaurus crocodilurus)
- Gilamonster (Heloderma suspectum)
- Komodovaraan (Varanus komodoensis)

- Korsthagedis (Heloderma horridum exasperatum)
- Stekelstaartvaraan (Varanus acanthurus)

## Ongewervelden

### Anemonen
- Paardenanemoon (Actinia equina)

### Stekelhuidigen en neteldieren
- Bruine zee-egel (Paracentrotus lividus)
- Oranjerode zeester (Echinaster sepositus")
- Zee-egel (Echinoidea sp.)

### Slakken
- Grote agaatslak (Achatina fulica)

### Duizendpoten
- Afrikaanse reuzenmiljoenpoot (Archispirostreptus gigas)

### Halfvleugeligen
- Gevlekte roofwants (Platymeris biguttata)

### Kakkerlakken
- Reuzengrottenkakkerlak (Blaberus giganteus)

### Schorpioenen
- Keizerschorpioen (Pandinus Imperator)

### Spinnen
- Braziliaanse vogelspin (Lasiodora parahybana)

### Tienpotigen
- Europese kreeft (Homarus gammarus)
- Gewone heremietkreeft (Pagurus bernhardus)
- Gewone spinkrab (Hyas araneus)
- Grote spinkrab (Maja brachydactyla)
- Noordzeekrab (Cancer pagurus")

### Vlinders
Opmerking: deze soorten worden slechts gehouden in de periodes tussen Pasen en het begin van de herfst.
- Bamboepage (Philaethria dido)
- Blauwe morpho (Morpho menelaus)
- Glasvleugelvlinder (Greta oto)
- Malachietvlinder (Siproeta stelenes)
- Monarchvlinder (Danaus plexippus)
- Oranje passiebloemvlinder (Dryas iulia)
- Sennewitje (Anteos clorinde)
- (Colobura dirce)
- (Heliconius clysonymus)

- (Heliconius cydno)
- (Heliconius hecale)
- (Heliconius ismenius)
- (Heliconius melpomene)
- (Heliconius sapho)
- (Heraclides thoas)
- (Papilio cresphontes)
- (Rothschildia lebeau)